# 동물에게 먹이를 주지 마시오

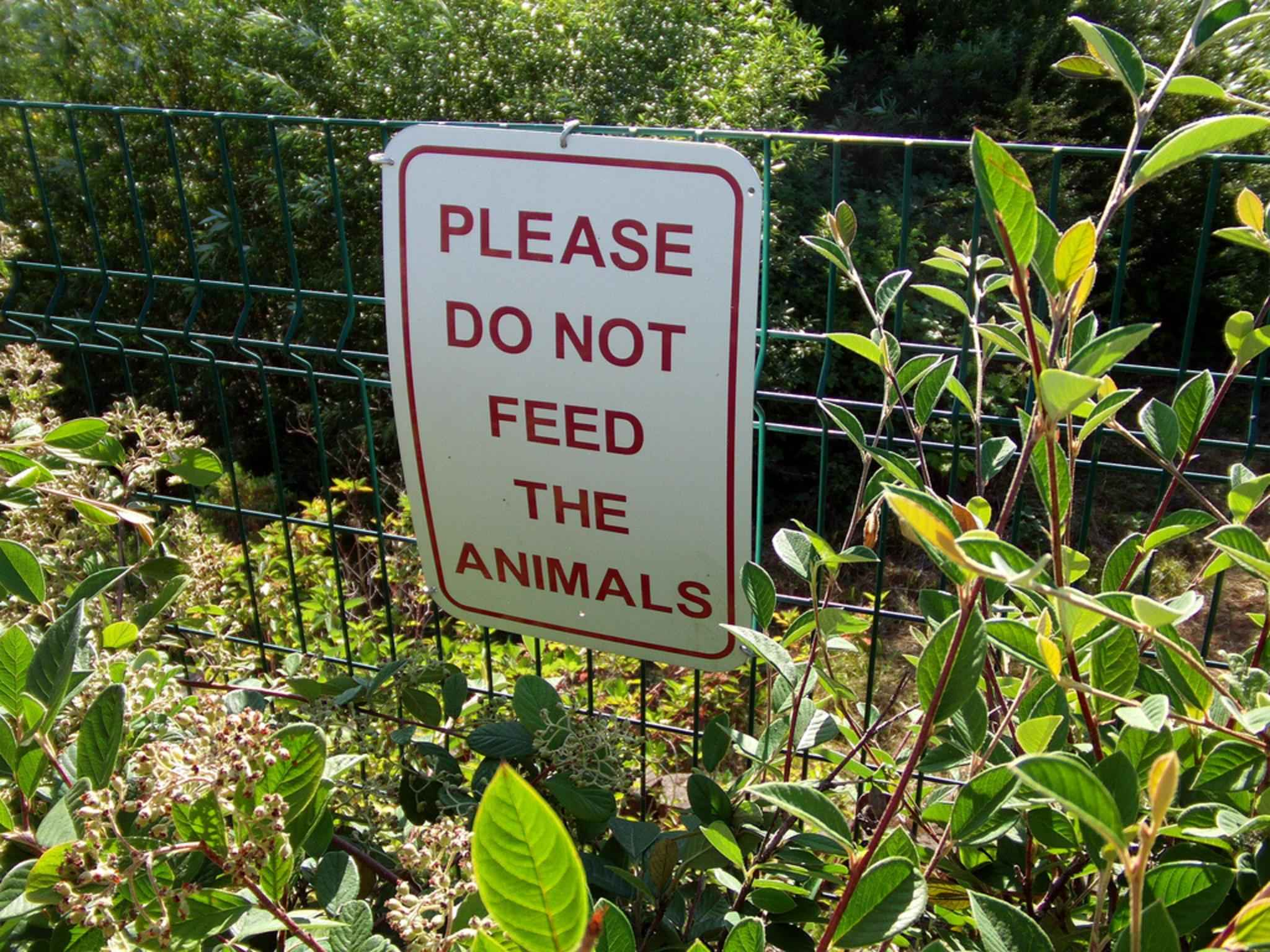
영어 표현인 "do not feed the animals"가 적혀 있다.

"동물에게 먹이를 주지 마시오"라는 어구는 야생동물 혹은 동물원 등에서 사육되는 동물에게 먹이를 주지 말라는 금지 어구이다. 동물원 외에도 서커스, 동물테마공원, 수족관, 국립공원, 공원, 공공장소, 농장 등 사람이 야생동물과 접촉할 수 있는 장소라면 흔히 볼 수 있는 문구이다. 일부의 경우 이러한 정책을 법으로 강제하기도 한다.

## 같이 보기
- 보호 지역